# River Grove, Illinois
River Grove är en ort (village) i Cook County, i delstaten Illinois, USA. Enligt United States Census Bureau har orten en folkmängd på 10 272 invånare (2011) och en landarea på 6,2 km².